# Josh Kaufman
Josh Kaufman est un chanteur américain, ayant remporté la sixième saison du télé-crochet américain The Voice.

## Performances lors de The Voice
| Stage                   | Song                                                    | Original Artist   | Date           | Order | Result                                  |
| ----------------------- | ------------------------------------------------------- | ----------------- | -------------- | ----- | --------------------------------------- |
| Blind Audition          | "One More Try"                                          | George Michael    | March 10, 2014 | 5.18  | All four chairs turned Joined Team Adam |
| Battles, Round 1        | "Happy" (vs. Austin Ellis)                              | Pharrell Williams | March 24, 2014 | 11.1  | Saved by Coach                          |
| Battles, Round 2        | Signed, Sealed, Delivered I'm Yours (vs. Delvin Choice) | Stevie Wonder     | March 31, 2014 | 14.6  | Defeated Stolen by Usher                |
| The Playoffs            | "It Will Rain"                                          | Bruno Mars        | April 15, 2014 | 19.5  | Saved by Coach                          |
| Live Top 12             | "Stay with Me"                                          | Sam Smith         | April 21, 2014 | 20.12 | Saved by Public Vote                    |
| Live Top 10             | "This is It"                                            | Kenny Loggins     | April 28, 2014 | 22.4  | Saved by Public Vote                    |
| Live Top 8              | "I Can't Make You Love Me"                              | Bonnie Raitt      | May 5, 2014    | 24.2  | Saved by Public Vote                    |
| Live Top 5 (Semifinals) | "All of Me"                                             | John Legend       | May 12, 2014   | 26.2  | Saved by Public Vote                    |
| Live Top 5 (Semifinals) | "Love Runs Out"                                         | OneRepublic       | May 12, 2014   | 26.6  | Saved by Public Vote                    |
| Live Finale             | "Every Breath You Take" (with Usher)                    | The Police        | May 19, 2014   | 28.2  | Winner                                  |
| Live Finale             | "One More Try"                                          | George Michael    | May 19, 2014   | 28.4  | Winner                                  |
| Live Finale             | "Set Fire to the Rain"                                  | Adele             | May 19, 2014   | 28.9  | Winner                                  |

## Discographie

### Albums
- The New Etiquette (2012)[2]

1. Do You Want Love
2. On Me
3. That Train
4. Falling Again
5. Waving Goodbye
6. Out the Door

### Singles
The New Etiquette (2012)
1. "Do You Want Love (Radio Only)"

### Parus lors deThe Voice

#### Albums
| Album                                                    | Détails                                                                              | Classement | Classement |
| Album                                                    | Détails                                                                              | US         | US Digital |
| -------------------------------------------------------- | ------------------------------------------------------------------------------------ | ---------- | ---------- |
| The Complete Season 6 Collection (The Voice Performance) | - Release date: May 20, 2014 - Label: Republic Records - Formats: CD, music download | 92         | 14         |

#### Singles
| One More Try                            | —  | —  | —  | George Michael    |
| Happy                                   | —  | —  | —  | Pharrell Williams |
| Signed, Sealed, Delivered I'm Yours     | —  | —  | 19 | Stevie Wonder     |
| It Will Rain                            | —  | —  | —  | Bruno Mars        |
| Stay with Me                            | 92 | 9  | 5  | Sam Smith         |
| This Is It                              | —  | —  | 38 | Kenny Loggins     |
| I Can't Make You Love Me                | 71 | 4  | 2  | Bonnie Raitt      |
| All of Me                               | —  | 13 | 4  | John Legend       |
| Love Runs Out                           | —  | —  | 13 | OneRepublic       |
| Every Breath You Take                   | —  | —  | 12 | The Police        |
| Set Fire to the Rain                    | —  | 19 | 28 | Adele             |
| "—" denotes releases that did not chart |    |    |    |                   |